# ریچارد آلبرت
ریچارد آلبرت (انگلیسی: Richard Albrecht؛ زادهٔ ۱۹۵۰) هنرپیشه اهل بریتانیا است.
وی بازیگر مجموعه‌های تلویزیونی همچون پوآرو، روی و هنگ تایم بوده است.